# Carinocythereis
Carinocythereis is een geslacht van kreeftachtigen uit de klasse van de Ostracoda (mosselkreeftjes).

## Soorten
- Carinocythereis (Reticulina) proteros (Bassiouni, 1969) Donze et al., 1982 †
- Carinocythereis affinis (Terquem, 1878) Wouters, 1974
- Carinocythereis antiquata (Baird, 1850) Morkhoven, 1963
- Carinocythereis aspera (Brady, 1865) Morkhoven, 1963
- Carinocythereis bairdi Uliczny, 1969 †
- Carinocythereis batei Jain, 1978
- Carinocythereis carinata (Roemer, 1838) Ruggieri, 1956 †
- Carinocythereis clavigera (Capeder, 1902) Ruggieri, 1956
- Carinocythereis cnistium Uliczny, 1969 †
- Carinocythereis eggerae Mostafawi, 1987 †
- Carinocythereis florealis Ruggieri, 1992 †
- Carinocythereis galilea Ruggieri, 1972 †
- Carinocythereis hamata (Mueller, 1894) Khosla, Mathur & Pant, 1982
- Carinocythereis kingmai (Whatley & Zhao (Yi-Chun), 1988) Mostafawi, 1992 †
- Carinocythereis lamellosa (Terquem, 1878) Mostafawi, 1989
- Carinocythereis meulenkampi Sissingh, 1972 †
- Carinocythereis monile (Terquem, 1878) Wouters, 1974 †
- Carinocythereis occlusa (Ruggieri & Russo, 1980) Mostafawi, 1989 †
- Carinocythereis plicatula (Reuss, 1850) Ruggieri, 1956 †
- Carinocythereis priddyi Smith (J. K.), 1978 †
- Carinocythereis princeps (Terquem, 1878) Wouters, 1974 †
- Carinocythereis rhombica Stambolidis, 1982
- Carinocythereis rubrimaris (Hartmann, 1964)
- Carinocythereis scrobiculosa Chabanovskaya, 1966 †
- Carinocythereis senilis (Jones, 1857) Morkhoven, 1963 †
- Carinocythereis stimpsoni (Brady, 1868) Annapurna & Rama, 1988
- Carinocythereis triseriata (Terquem, 1878) Morkhoven, 1963 †
- Carinocythereis tuberosa (Terquem, 1878) Wouters, 1974 †
- Carinocythereis whitei (Baird, 1850)
- Carinocythereis whiteii (Baird, 1850) Ruggieri, 1956
- Carinocythereis willmanni Mostafawi, 1986 †